# Руді Дучке

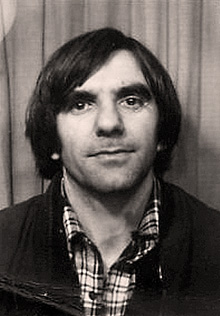
Руді Дучке

Руді Дучке (нім. Rudi Dutschke, повне ім'я — Альфред Віллі Рудольф Дучке; нім. Alfred Willi Rudolf Dutschke); 7 березня 1940, Шенефельд, Німеччина — 24 грудня 1979, Орхус, Данія) — німецький марксистський соціолог і політик. Найвідоміший лідер західнонімецького і західноберлінського студентського руху 1960-х рр.